# イビツ
『イビツ』は、了春刀による日本の漫画作品。スクウェア・エニックスの『ヤングガンガン』にて2009年20号から2010年12号まで連載された。

## あらすじ
ある夜、美大生・伊藤和樹はゴミ捨て場に佇むロリータ・ファッション少女に遭遇する。不気味なオーラを醸し出す彼女を無視しようとしたが、彼女から質問される。「妹いる?」と。つい「いるけど」と答えてしまった和樹。その時からロリータに付きまとわれるようになる。そんな時、和樹が耳にしたのは、『怪奇ロリータ』の都市伝説。ロリータの質問に答えてしまった人間は、彼女に執着された挙句、最後にイビツな死に方をするというのだ。和樹はその都市伝説の通り、ロリータによって今までの日常を破壊されることになる。

## 登場人物
伊藤和樹（いとう かずき）
本作の主人公。デザイン専門学校に通う学生。風呂つきのアパートに一人暮らしをしているが、実家も比較的近い。実家には両親と、「ヒカリ」という妹がいる。片付けは苦手なようで、大家からも多少迷惑がられている。ゴミ捨て場でロリータに遭遇してから、彼女の恐怖に次第に追い詰められ、日常が破壊されていく。
正体不明のロリータに恐々としていたが、妹が行方不明となったことをきっかけに、友達とともにその正体を探ろうとする。そこでロリータがかつて関与したという廃病院に赴き、ロリータの襲撃を回避しつつ元担当医「田辺圭一」の手記を見つける。手記には、彼女がかつて家で兄に暴力を受けていたことと彼女を「理想の妹」だと認めれば収まるだろうことが記載されており、ロリータに攻撃されるすんでの所で実行する。結果、ロリータは去っていき、家に帰りついた（本人は知らないが、友人は廃病院で全滅している）。
全てが終わったと安堵していたが、ロリータの襲撃は終わっていなかったことを両親の殺害によって自覚（殺害の理由は妹ではなく友達として扱ったから）。そのままロリータに監禁され、気に入らないことがあると殴られたり生ゴミを食わされたりする羽目になる。この間、家族を惨殺された憎しみを隠して従いつつロリータに逆襲するチャンスを伺っていたが、失敗。 激怒したロリータに「友達としてでいいから」と命乞いをするも惨殺された。
ロリータ
ボロボロのロリータ服を着た不気味な少女。「圭一」という名前のうさぎのぬいぐるみを持っており、自身の友達のように扱っている。自分を怒ってくれた和樹に執着し、妹になるため和樹に度を超えた付きまといを始める。
ロリータが入院していたという廃病院にて、兄の凶行によって家族を失った「神戸玲美奈」という少女だという情報を得るも、実は担当医の誤解。神戸玲美奈という身の上さえも後から成り代わった仮初のもので、兄の凶行というのも彼女によるものであった。
彼女を「理想の妹」だと認めると今度は「理想の兄」であることを求めるようになり、監禁してしまう。そして、様々な暴力を振るうようになるも、暴力を振るう際は何故か自分が兄に虐待されているかのようなセリフを叫ぶ。
彼女の持つぬいぐるみの中身は、実は「友達」となった人間（どの部位かは不明）。新たに友達ができると中身を入れ替え、名前も相手の下の名前で呼ぶようになる。
最終的にぬいぐるみを「カズキ」と呼びつつ、いずこかへと消えていった。
伊藤ヒカリ(いとう ひかり)
和樹の妹。明るく優しい性格をしており、和樹とも仲が良い。バスケット部部長。
夜の学校にてロリータの襲撃を受ける。必死に逃げ回るも追い詰められ、拷問する気が窺えるロリータに捕まり、闇に消えていった。後に、彼女の死体と思しきものが見つかっている。
後藤（ごとう）
和樹と同じ専門学校に通う友人。妹・ロリータ萌えを公言しており、和樹の遭遇したロリータにも興味を示す。
美山（みやま）
和樹と同じ専門学校に通う友人。眼鏡をかけている。冷静な性格。
ユカ
ヒカリの友人で同じバスケット部員。ヒカリに怪奇ロリータの都市伝説を語る。
神戸玲美奈（かんべ れみな）
k県一家惨殺事件の舞台となった神戸家の長女で、事件当時11歳。事件の犯人とされている一家の長男の「妹」。
田辺（たなべ）
I市のK精神病院に勤務していた医師で、数年前に病院内の人間を次々に刺し、最後には自殺。k県一家惨殺事件の唯一の生き残りとして保護された玲美奈の担当医だった。
神戸玲美奈の兄

## 怪奇ロリータ
この作品における架空の都市伝説。
夜中、ゴミ捨て場に汚いロリータ服を着た少女が立っていて、通りかかった男に「妹いる?」と声をかけて来る。「要らない」と答えると、男に妹がいる場合「要らないから」と妹を殺しに行き、男に妹がいない場合は「そんな事を言うお兄ちゃんはいらない」と言って殺される。「要る」または「居る」や「居ない」と答えると無理やり妹になりにくる。つまり、答えた時点でお終いということであり、無事に生還できる対応は「無視」のみである。
こうして付きまとわれた「お兄ちゃん」は最終的に少女に殺されるが、奇異な格好をしていながら不思議な事に目撃証言は出ない為に「お兄ちゃん」の死は自殺として扱われる。例え頭部が切断され、切断された頭部が発見されないなど自殺としては明らかに不自然な死に方であっても、何故か自殺として扱われる。
また、場合によっては犠牲者がその家族や周囲の人物に及ぶ場合があるが、そういったケースでは「お兄ちゃん」が大量殺人を行った後に自殺したとして扱われ、凶器から「お兄ちゃん」の指紋が検出されるといった物的証拠も出て来る。隣人なども、「妹が兄に虐待されて叫んでいる声」を聞いているため、疑う様子はない。

## 単行本
- 了春刀 『イビツ』 スクウェア・エニックス〈ヤングガンガンコミックス〉、全2巻
  1. 2010年8月21日[1]、ISBN 978-4-7575-2968-7
  2. 2010年9月25日[2] ISBN 978-4-7575-3009-6